# 12907 Giannanilvo
12907 Giannanilvo eller 1998 RV79 är en asteroid i huvudbältet som upptäcktes den 14 september 1998 av LINEAR i Socorro County, New Mexico. Den är uppkallad efter Gianna Gabrielle Nilvo.
Asteroiden har en diameter på ungefär 10 kilometer.